# Жахлива ніч
«Жахлива ніч» (фр. Une nuit terrible) — французький короткометражний художній фільм жахів з елементами комедії 1896 року французького режисера Жоржа Мельєса.

## Сюжет
Людина (судячи за зовнішнім виглядом араб) прокидається вночі від того, що до нього на ліжко забирається величезний павук. Він підхоплюється, хапає мітлу, яка розташована поруч з ліжком, і б'є павука. Павук вмирає і падає на ліжко, чоловік підбирає мертвого павука, кладе його у вазу і прибирає в тумбочку.

## Художні особливості
«Жахлива ніч» — один з перших фільмів Мельєса, в якому він робить акцент на фантастику. У цьому фільмі Мельєс не використовує спецефектів, обмежуючись єдиним театральним прийомом — застосуванням ляльки, як маріонетки.